# Propuesta Republicana
Propuesta Republicana (abgekürzt PRO, spanisch etwa republikanischer Vorschlag) ist eine argentinische konservativ-liberale Partei. Sie ging aus einer 2005 in der Stadt Buenos Aires gegründeten Parteienallianz zwischen der nur lokal bedeutenden Gruppierung Compromiso para el Cambio und der landesweit aktiven Partei Recrear para el Crecimiento, einer Abspaltung der UCR, hervor.
PRO stellt seit Dezember 2007 den Bürgermeister von Buenos Aires und ist seit 2010 als landesweite Partei anerkannt. Von 2015 bis 2019 stellte sie mit Mauricio Macri den Präsidenten des Landes.

## Geschichte

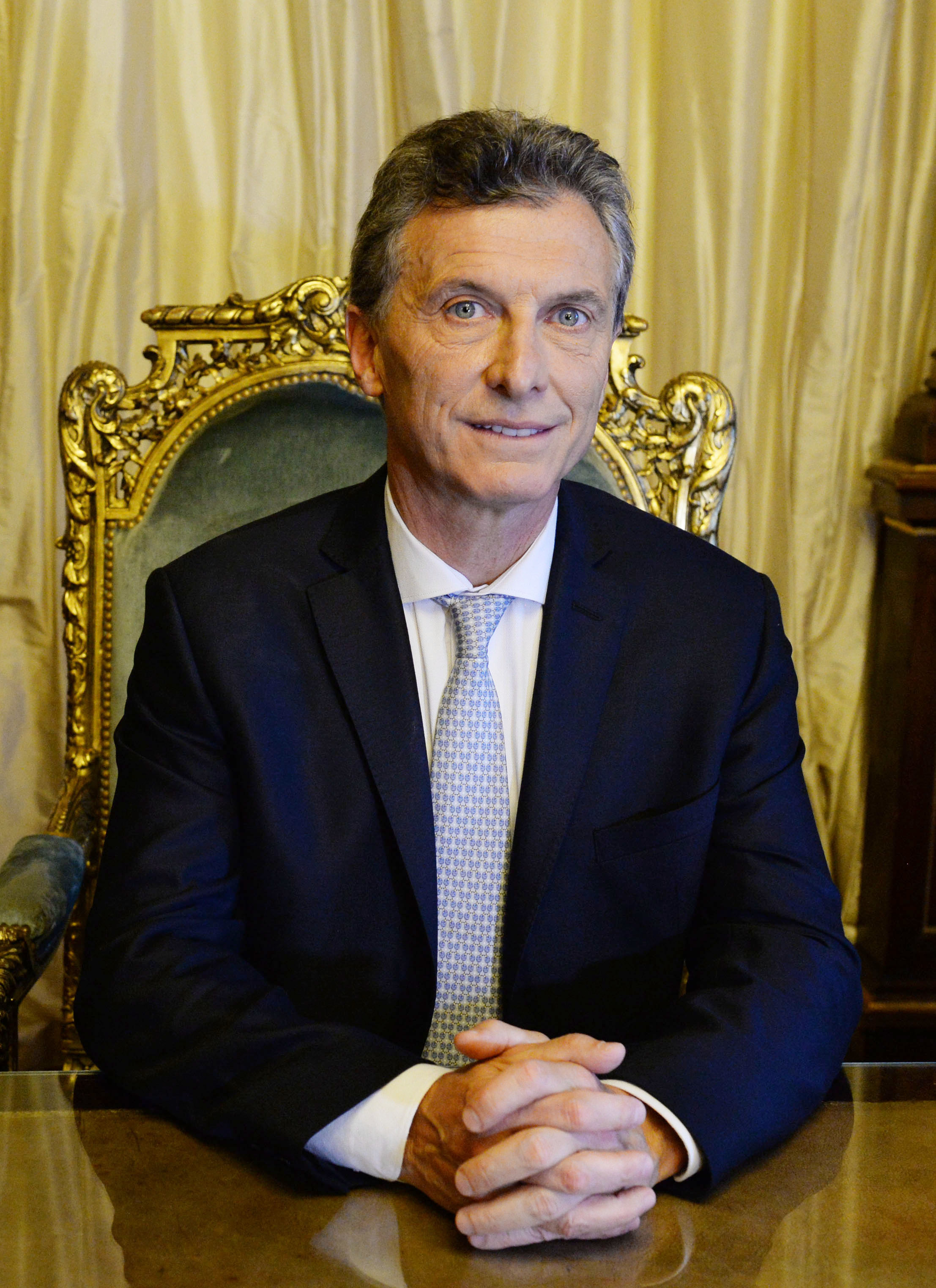
Mauricio Macri

Die Partei Compromiso para el Cambio besteht seit 2002, ihr ursprünglicher Name war Creer y Crecer. Ihr Gründer und bekanntester Exponent ist der Unternehmer Mauricio Macri, der unter anderem Präsident des Sportvereins Boca Juniors war. Macri trat im August 2003 zu den Bürgermeisterwahlen in Buenos Aires an. Er erreichte im ersten Wahlgang den ersten Platz, musste sich jedoch in der Stichwahl dem Kandidaten der Frente País Solidario, Aníbal Ibarra, geschlagen geben.
Im selben Jahr war ebenfalls die Partei Recrear para el Crecimiento als Wahlplattform für den Politiker Ricardo López Murphy, der in der Regierung Fernando de la Rúas zeitweise Wirtschaftsminister war, entstanden. López Murphy verfehlte mit einem dritten Platz im September 2003 die Stichwahl um die Präsidentschaft, die letztendlich Néstor Kirchner wegen Absage des Kontrahenten Carlos Menem für sich entscheiden konnte.
Im Jahre 2005 vereinigten sich die beiden Parteien für die Parlamentswahlen im selben Jahr zu einer Wahlallianz. Propuesta Republicana trat in Buenos Aires, der Provinz Buenos Aires, Entre Ríos und Mendoza an, erreichte jedoch nur in der Hauptstadt mit über 30 % ein gutes Ergebnis, während in den anderen Distrikten mit Werten um 10 % die Ergebnisse hinter den Erwartungen zurückblieben.
2007 präsentierte sich Macri erneut zu den Bürgermeisterwahlen in Buenos Aires. Er konnte im ersten Wahlgang sein Ergebnis von 2003 deutlich verbessern und zog mit großem Vorsprung vor dem Zweitplatzierten Daniel Filmus in die Stichwahl ein, die er mit 60,96 % für sich entscheiden konnte. Er trat das Amt im Dezember 2007 an.
Zu den Präsidentschaftswahlen präsentierte die Allianz keinen offiziellen Kandidaten. López Murphy trat jedoch für Recrear an und wurde inoffiziell auch von Macri unterstützt. Er musste jedoch im Vergleich zu 2003 erdrutschartige Verluste hinnehmen und kam nur auf 1,43 % der gültigen Stimmen und damit auf den 5. Platz.
Bei den Parlamentswahlen 2009 trat PRO in einer Listenverbindung gemeinsam mit konservativen, gegen die Regierung Cristina Fernández de Kirchner gerichteten Mitgliedern der peronistischen Partei unter dem Kürzel Unión-Pro an. PRO konnte die Anzahl der Mandate im Abgeordnetenhaus von 9 auf 11 ausbauen.
2011 konnte Macri sein Amt als Bürgermeister von Buenos Aires mit einem hohen Sieg in der zweiten Runde verteidigen. Im Vorfeld der Präsidentschaftswahl 2011 hatte Macri erwogen, als Präsidentschaftskandidat anzutreten; in Umfragen lag er jedoch weit hinter Cristina Fernández de Kirchner und etwa gleichauf mit Ricardo Alfonsín und Eduardo Duhalde. PRO unterstützte bei der Wahl schließlich die Allianzen Frente Popular und Compromiso Federal, die jedoch nur den fünften und vierten Platz erreichten. Bei den gleichzeitigen Parlamentswahlen trat PRO nur in der Stadt Buenos Aires sowie den Provinzen La Rioja und Santa Fe an und erreichte ein Ergebnis von insgesamt 2 %, wobei sie mit 19,3 % am besten in der Stadt Buenos Aires abschnitt.
Vor der Präsidentschaftswahl 2015 gründeten PRO, die UCR und die Coalición Cívica ARI die Allianz Cambiemos (etwa Lasst uns verändern). Sie gewann mit ihrem Kandidaten Mauricio Macri die Präsidentschaftswahl in der Stichwahl. Gleichzeitig folgte Horacio Rodríguez Larreta Macri auf dem Posten des Regierungschefs von Buenos Aires nach und María Eugenia Vidal wurde zur Gouverneurin der Provinz Buenos Aires gewählt. 2017 gewann Cambiemos bei den Zwischenwahlen für den Kongress Sitze hinzu, besaß dort jedoch keine absolute Mehrheit. Für die Präsidentschaftswahl 2019 benannte sich das Wahlbündnis in Juntos por el Cambio um und kandidierte mit Macri für eine zweite Amtszeit. Er unterlag jedoch den Herausforderern Alberto Fernández / Cristina Fernández (Frente de Todos).
Bei den Präsidentschaftswahlen 2023 setzte sich die PRO-Vertreterin Patricia Bullrich als Spitzenkandidatin von Juntos por el Cambio durch. Gemeinsam mit ihrem Vizekandidaten Luis Petri (UCR) erreichte sie nur den dritten Platz. Sie sprach sich angesichts der Stichwahl zwischen Javier Milei (La Libertad Avanza) und Sergio Massa (PJ) für ersteren aus. Der schließlich siegreiche Milei war für seine Regierungspläne auf die Unterstützung von Juntos por el Cambio angewiesen und integrierte mit Bullrich, Federico Sturzenegger (der die Partei wechselte) und Luis Caputo drei PRO-Kandidaten in zentralen Ministerien.

## Inhaltliches Profil

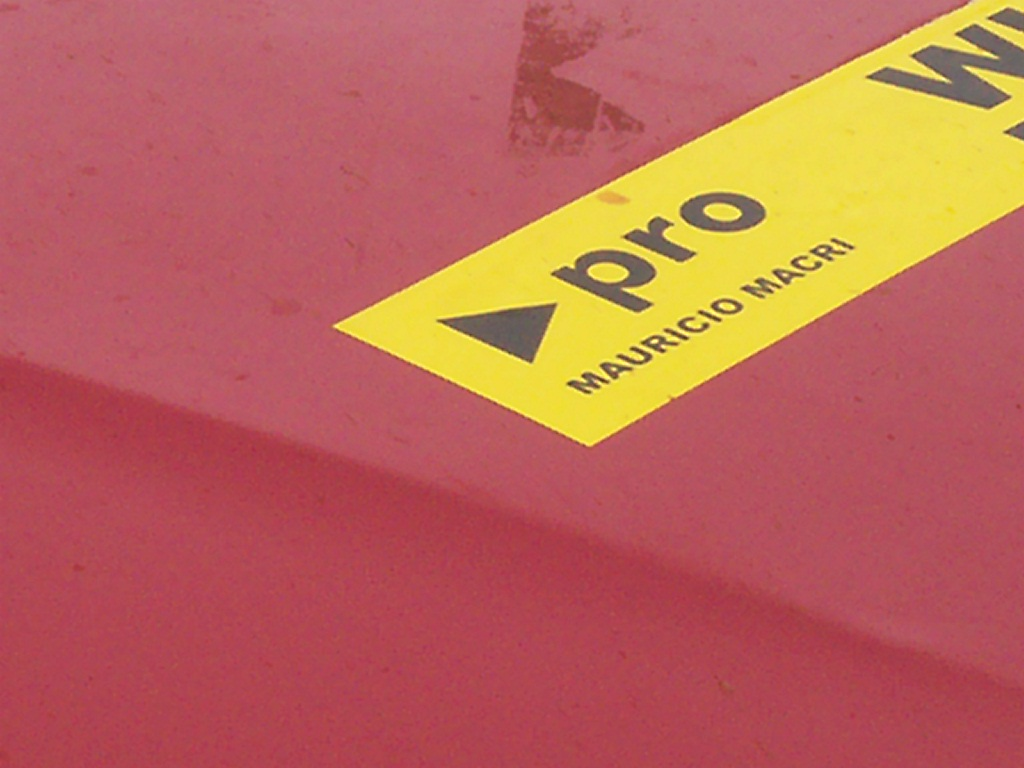
Logo PRO

Die Partei will laut eigenen Aussagen auf der Webseite den „Geist“ von Arturo Frondizi, der zwischen 1958 und 1962 argentinischer Präsident für die Unión Cívica Radical war, wiederbeleben. Insgesamt ist PRO dem gemäßigten Konservativismus zuzuordnen, ebenfalls sind Elemente des Wirtschaftsliberalismus vorhanden.
Im Parteiprogramm nimmt der Begriff der Sicherheit einen großen Stellenwert ein, so soll durch gezielte Prävention, aber auch konsequente und schnelle Anwendung des Strafrechts gegen Delinquenten sowie die Schaffung von Schnellprozessen in der Justiz die Kriminalität bekämpft werden. Eine der bekanntesten Forderungen der Partei war die Schaffung einer eigenen Polizeidivision für die Stadt Buenos Aires, für deren Sicherheit vorher die Bundespolizei (Policía Federal) verantwortlich war. Die Policía Metropolitana genannte Division wurde zwischen 2008 und 2011 in der ersten Amtszeit von Mauricio Macri als Bürgermeister von Buenos Aires eingerichtet.

## Bekannte Mitglieder
- Sergio Bergman
- Patricia Bullrich
- Mauricio Macri
- Gabriela Michetti
- Federico Pinedo
- Horacio Rodríguez Larreta
- Cornelia Schmidt-Liermann
- María Eugenia Vidal